# Музыка из сериала «Остаться в живых»
Ниже представлен список песен и сопроводительной музыки в телесериале «Остаться в живых» (2004—2010).

## Песни

### Сезон 1
| № | Песня                                          | Исполнитель                     | Серия                     |
| - | ---------------------------------------------- | ------------------------------- | ------------------------- |
| 1 | «Leavin' On Your Mind»                         | Пэтси Клайн                     | «С чистого листа»         |
| 2 | «Wash Away (Reprise)»                          | Джо Пёрди                       | «С чистого листа»         |
| 3 | «Are You Sure?»                                | Вилли Нельсон                   | «Восток — дело тонкое»    |
| 4 | «You All Everybody»                            | DriveShaft (вымышленная группа) | «Новые загадки»           |
| 5 | «I Shall Not Walk Alone»                       | The Blind Boys of Alabama       | «Вопрос доверия»          |
| 6 | «La Mer» (в исполнении Шеннон)                 | Шарль Трене                     | «Больше, чем просто кейс» |
| 7 | «Delicate»                                     | Дэмьен Райс                     | «Трудности перевода»      |
| 8 | «I Got You (I Feel Good)» (в исполнении Хёрли) | Джеймс Браун                    | «Благие намерения»        |
| 9 | «Redemption Song» (в исполнении Сойера)        | Боб Марли                       | «Исход — Часть 2»         |

### Сезон 2
| №  | Песня                                           | Исполнитель                                  | Серия                                       |
| -- | ----------------------------------------------- | -------------------------------------------- | ------------------------------------------- |
| 1  | «Make Your Own Kind of Music»                   | Касс Эллиот                                  | «Человек науки, человек веры», «По течению» |
| 2  | «My Conversation»                               | The Uniques                                  | «Все ненавидят Хьюго»                       |
| 3  | «Easy Money»                                    | Билли Джоэл                                  | «Все ненавидят Хьюго»                       |
| 4  | «Up on the Roof»                                | The Drifters                                 | «Все ненавидят Хьюго»                       |
| 5  | «Stay (Wasting Time)»                           | Dave Matthews Band                           | «Через джунгли»                             |
| 6  | «Outside»                                       | Staind                                       | «Страшные ошибки»                           |
| 7  | «Walkin' After Midnight»                        | Пэтси Клайн                                  | «Что сделала Кейт», «Обмен»                 |
| 8  | «The End of the World»                          | Скитер Дэвис                                 | «Что сделала Кейт»                          |
| 9  | «He’s Evil» (в исполнении Чарли)                | The Kinks                                    | «23-й псалом», «Огонь и вода»               |
| 10 | «Fall on Me»                                    | Pousette-Dart Band                           | «Охота»                                     |
| 11 | «Papa Loves Mambo»                              | Перри Комо                                   | «23-й псалом», «Огонь и вода»               |
| 12 | «Saved»                                         | DriveShaft                                   | «Огонь и вода»                              |
| 13 | «Moonlight Serenade»                            | Гленн Миллер                                 | «Афера»                                     |
| 14 | «Catch a Falling Star»                          | Перри Комо                                   | «Декретный отпуск»                          |
| 15 | «Pushin' Too Hard»                              | The Seeds                                    | «Правда, и только правда»                   |
| 16 | «Compared to What»                              | Лес МакКанн и Эдди Харрис                    | «Взаперти»                                  |
| 17 | «These Arms of Mine»                            | Отис Реддинг                                 | «Спасите наши души»                         |
| 18 | «Hard Way»                                      | Кэйси Чэмберс                                | «Обмен»                                     |
| 19 | «Voi, Che Sapete»                               | Моцарт                                       | «Живём вместе, умираем в одиночестве»       |
| 20 | «Chains and Things»                             | Би Би Кинг                                   | «Живём вместе, умираем в одиночестве»       |
| 21 | «The Land of Two Rivers» (в исполнении Келвина) | Шафик Алкамали (текст) Валид Голмие (музыка) | «Живём вместе, умираем в одиночестве»       |

### Сезон 3
| №  | Песня                             | Исполнитель       | Серия                                      |
| -- | --------------------------------- | ----------------- | ------------------------------------------ |
| 1  | «Downtown»                        | Петула Кларк      | «Повесть о двух городах», «Одна из нас»    |
| 2  | «Moonlight Serenade»              | Гленн Миллер      | «Повесть о двух городах»                   |
| 3  | «The Thunderer»                   | Джон Филип Соуза  | «Повесть о двух городах»                   |
| 4  | «Feel Like Going Home»            | Кори Харрис       | «Дальнейшие указания»                      |
| 5  | «Eko Lagos»                       | Феми Кути         | «Цена жизни»                               |
| 6  | «I Wonder»                        | Бренда Ли         | «Повесть о двух городах»                   |
| 7  | «Slowly»                          | Энн-Маргрет       | «Я согласна»                               |
| 8  | «Свадебный марш»                  | Феликс Мендельсон | «Я согласна»                               |
| 9  | «Building a Mystery»              | Сара Маклахлан    | «Вспышки перед глазами»                    |
| 10 | «Wonderwall» (в исполнении Чарли) | Oasis             | «Вспышки перед глазами», «Избранное»       |
| 11 | «Make Your Own Kind of Music»     | Касс Эллиот       | «Вспышки перед глазами»                    |
| 12 | «Shambala»                        | Three Dog Night   | «Триша Танака мертва», «Человек за ширмой» |
| 13 | «Rump Shaker»                     | Wreckx-N-Effect   | «Разоблачение»                             |
| 14 | «Carrie Anne»                     | The Hollies       | «Избранное»                                |
| 15 | «Scentless Apprentice»            | Nirvana           | «В Зазеркалье»                             |
| 16 | «Good Vibrations*»                | The Beach Boys    | «В Зазеркалье»                             |

- «Good Vibrations» технически не была использована, она была частью сюжета. Чарли сыграл песню как секретный код, чтобы отключить устройства, блокировавшие сигнал.

### Сезон 4
| № | Песня                 | Исполнитель                 | Серия                         |
| - | --------------------- | --------------------------- | ----------------------------- |
| 1 | «If You Stayed Over»  | Bonobo (при участии Fink)   | «Экономист»                   |
| 2 | «She’s Got You»       | Пэтси Клайн                 | «Яичный город»                |
| 3 | «Xanadu»              | Оливия Ньютон-Джон и E.L.O. | «Яичный город»                |
| 4 | «It’s Getting Better» | Касс Эллиот                 | «Знакомьтесь — Кевин Джонсон» |
| 5 | «Прелюдия в C# Минор» | С. В. Рахманинов            | «Перспективы на будущее»      |
| 6 | «Everyday»            | Бадди Холли                 | «Лихорадка в хижине»          |
| 7 | «Gouge Away»          | Pixies                      | «Нет места лучше дома»        |

### Сезон 5
| №  | Песня                                      | Исполнитель           | Серия                         |
| -- | ------------------------------------------ | --------------------- | ----------------------------- |
| 1  | «Shotgun Willie»                           | Вилли Нельсон         | «Because You Left»            |
| 2  | «Dream Police»                             | Cheap Trick           | «The Lie»                     |
| 3  | «Dharma Lady»                              | Geronimo Jackson      | «316», «Namaste»              |
| 4  | «Candida»                                  | Tony Orlando and Dawn | «LaFleur»                     |
| 5  | «Ride Captain Ride»                        | The Blues Image       | «Namaste»                     |
| 6  | «I Can’t Give You Anything but Love, Baby» | Билли Холидей         | «He’s Our You»                |
| 7  | «She’s Got You»                            | Пэтси Клайн           | «Whatever Happened, Happened» |
| 8  | «Catch a Falling Star»                     | Перри Комо            | «Whatever Happened, Happened» |
| 9  | «It Never Rains in Southern California»    | Альберт Хэммонд       | «Some Like It Hoth»           |
| 10 | «Love Will Keep Us Together»               | Captain & Tennille    | «Some Like It Hoth»           |
| 11 | «Фантазия-экспромт до-диез минор»          | Фредерик Шопен        | «The Variable»                |
| 12 | «Three Cigarettes (In an Ashtray)»         | Пэтси Клайн           | «The Incident»                |

### Сезон 6
| № | Песня                | Исполнитель        | Серия            |
| - | -------------------- | ------------------ | ---------------- |
| 1 | «Search and Destroy» | Iggy & The Stooges | «The Substitute» |

## Саундтреки
Музыка к сериалу написана, сдирижирована и спродюсирована Майклом Джаккино.

### Сезон 1
21 марта 2006 года рекорд-лейблом Varese Sarabande был выпущен оригинальный саундтрек к телесериалу Остаться в живых. Он включает в себя полные версии композиций, которые можно услышать в сериале в первом сезоне. Трек-лист альбома:
| №  | Название трека                           | Длительность | Серия                           |
| -- | ---------------------------------------- | ------------ | ------------------------------- |
| 1  | «Main Title (Написана Дж. Дж. Абрамсом)» | 0:16         | N/A                             |
| 2  | «The Eyeland»                            | 1:58         | «Таинственный остров — Часть 1» |
| 3  | «World’s Worst Beach Party»              | 2:44         | «Таинственный остров — Часть 1» |
| 4  | «Credit Where Credit Is Due»             | 2:23         | «Таинственный остров — Часть 1» |
| 5  | «Run Like, Um… Hell?»                    | 2:21         | «Таинственный остров — Часть 1» |
| 6  | «Hollywood and Vines»                    | 1:52         | «Таинственный остров — Часть 2» |
| 7  | «Just Die Already»                       | 1:51         | «С чистого листа»               |
| 8  | «Me and My Big Mouth»                    | 1:06         | «С чистого листа»               |
| 9  | «Crocodile Locke»                        | 1:49         | «Жизнь на берегу»               |
| 10 | «Win One For the Reaper»                 | 2:38         | «Погоня за призраком»           |
| 11 | «Departing Sun»                          | 2:42         | «Восток — дело тонкое»          |
| 12 | «Charlie Hangs Around»                   | 3:17         | «В сердце джунглей»             |
| 13 | «Navel Gazing»                           | 3:24         | «Больше, чем просто кейс»       |
| 14 | «Proper Motivation»                      | 2:02         | «Разум и чувства»               |
| 15 | «Run Away! Run Away!»                    | 0:30         | «Разум и чувства»               |
| 16 | «We’re Friends»                          | 1:32         | «Ультиматум»                    |
| 17 | «Getting Ethan»                          | 1:35         | «Ультиматум»                    |
| 18 | «Thinking Clairely»                      | 1:04         | «Жажда мести»                   |
| 19 | «Locke’d Out Again»                      | 3:30         | «Что таят джунгли»              |
| 20 | «Life and Death»                         | 3:39         | «Близкие родственники»          |
| 21 | «Booneral»                               | 1:38         | «Благие намерения»              |
| 22 | «Shannonigans»                           | 2:25         | «Благие намерения»              |
| 23 | «Kate’s Motel»                           | 2:07         | «Кое-что о Кейт»                |
| 24 | «I’ve Got a Plane to Catch»              | 2:37         | «Исход — Часть 2»               |
| 25 | «Monsters Are Such Innnteresting People» | 1:29         | «Исход — Часть 2»               |
| 26 | «Parting Words»                          | 5:30         | «Исход — Часть 1»               |
| 27 | «Oceanic 815»                            | 6:11         | «Исход — Часть 2»               |

### Сезон 2
3 октября 2006 года Varèse Sarabande выпустил ещё один альбом — саундтрек ко второму сезону сериала с музыкой, написанной Майклом Джаккино. Трек-лист альбома:
| №  | Название трека                           | Длительность | Серия                                 |
| -- | ---------------------------------------- | ------------ | ------------------------------------- |
| 1  | «Main Title (Написана Дж. Дж. Абрамсом)» | 0:16         |                                       |
| 2  | «Peace Through Superior Firepower»       | 1:26         | «Человек науки, человек веры»         |
| 3  | «The Final Countdown»                    | 5:48         | «Ориентация»                          |
| 4  | «World’s Worst Landscaping»              | 1:17         | «Все ненавидят Хьюго»                 |
| 5  | «Mess It All Up»                         | 1:27         | «Все ненавидят Хьюго»                 |
| 6  | «Hurley’s Handouts»                      | 4:42         | «Все ненавидят Хьюго»                 |
| 7  | «Just Another Day on the Beach»          | 2:47         | «Другие 48 дней»                      |
| 8  | «Ana Cries»                              | 1:48         | «Другие 48 дней»                      |
| 9  | «The Tribes Merge»                       | 2:03         | «Другие 48 дней»                      |
| 10 | «The Gathering»                          | 4:19         | «Страшные ошибки»                     |
| 11 | «Shannon’s Funeral»                      | 2:12         | «Что сделала Кейт»                    |
| 12 | «All’s Forgiven… Except Charlie»         | 5:19         | «23-й псалом»                         |
| 13 | «Charlie’s Dream»                        | 1:50         | «Огонь и вода»                        |
| 14 | «Charlie’s Temptation»                   | 0:51         | «Огонь и вода»                        |
| 15 | «A New Trade»                            | 2:39         | «Один из них»                         |
| 16 | «Mapquest»                               | 0:39         | «Правда, и только правда»             |
| 17 | «Claire’s Escape»                        | 3:44         | «Декретный отпуск»                    |
| 18 | «The Last to Know»                       | 2:21         | «Правда, и только правда»             |
| 19 | «Rose and Bernard»                       | 2:39         | «Спасите наши души»                   |
| 20 | «Toxic Avenger»                          | 0:42         | «Живём вместе, умираем в одиночестве» |
| 21 | «I Crashed Your Plane, Brotha»           | 1:45         | «Живём вместе, умираем в одиночестве» |
| 22 | «Eko Blaster»                            | 1:44         | «Живём вместе, умираем в одиночестве» |
| 23 | «The Hunt»                               | 3:57         | «Живём вместе, умираем в одиночестве» |
| 24 | «McGale’s Navy»                          | 2:22         | «Живём вместе, умираем в одиночестве» |
| 25 | «Bon Voyage, Traitor»                    | 5:30         | «Живём вместе, умираем в одиночестве» |
| 26 | «End Title»                              | 0:32         |                                       |

### Сезон 3
6 мая 2008 года Varese Sarabande выпустил очередной альбом с музыкой Джаккино к третьему сезону сериала. Саундтрек содержит два диска: на первом записаны отдельные треки сезона, а второй включает всю музыку из финальных серий сезона: «Избранное» и «В Зазеркалье».

#### Диск 1
| №  | Название трека                           | Длительность | Серия                    |
| -- | ---------------------------------------- | ------------ | ------------------------ |
| 1  | «In With a KABOOM!»                      | 1:56         | «Повесть о двух городах» |
| 2  | «Main Title (Написана Дж. Дж. Абрамсом)» | 0:16         |                          |
| 3  | «Awed and Shocked»                       | 1:34         | «Повесть о двух городах» |
| 4  | «Fool Me Twice»                          | 3:18         | «Стеклянная балерина»    |
| 5  | «Pagoda of Shame»                        | 2:02         | «Стеклянная балерина»    |
| 6  | «The Island»                             | 2:57         | «Дальнейшие указания»    |
| 7  | «Eko of the Past»                        | 2:45         | «Цена жизни»             |
| 8  | «Church of Eko’s»                        | 0:58         | «Цена жизни»             |
| 9  | «Leggo My Eko»                           | 3:12         | «Цена жизни»             |
| 10 | «Romancing the Cage»                     | 1:48         | «Я согласна»             |
| 11 | «Under the Knife»                        | 4:18         | «Я согласна»             |
| 12 | «Teaser Time»                            | 2:52         | «Не в Портленде»         |
| 13 | «Here Today, Gone to Maui»               | 4:53         | «Не в Портленде»         |
| 14 | «Distraught Desmond»                     | 3:36         | «Вспышки перед глазами»  |
| 15 | «Achara, Glad To See Me?»                | 2:25         | «Чужак в чужой стране»   |
| 16 | «Ocean’s Apart»                          | 3:02         | «Чужак в чужой стране»   |
| 17 | «The Lone Hugo»                          | 3:34         | «Триша Танака мертва»    |
| 18 | «Fetch Your Arm»                         | 2:24         | «Триша Танака мертва»    |
| 19 | «Ain’t Talkin’ ’Bout Nothin’»            | 2:05         | «Триша Танака мертва»    |
| 20 | «Shambala»                               | 2:04         | «Триша Танака мертва»    |
| 21 | «Claire-a Culpa»                         | 5:21         | «Авиапочта»              |
| 22 | «A Touching Moment»                      | 2:34         | «Человек из Таллахасси»  |
| 23 | «Sweet Exposé»                           | 4:36         | «Разоблачение»           |
| 24 | «Storming Monster»                       | 1:31         | «Брошенные»              |
| 25 | «Heart of Thawyer»                       | 1:51         | «Брошенные»              |
| 26 | «Juliet is Lost»                         | 1:28         | «Одна из нас»            |
| 27 | «Beach Blanket Bonding»                  | 1:54         | «Одна из нас»            |
| 28 | «Rushin’ The Russian»                    | 1:06         | «День зачатия»           |
| 29 | «Deadly Fertility»                       | 2:05         | «День зачатия»           |
| 30 | «Dharmacide»                             | 3:56         | «Человек за ширмой»      |

#### Диск 2
| №  | Название трека                      | Длительность | Серия          |
| -- | ----------------------------------- | ------------ | -------------- |
| 1  | «Paddle Jumper»                     | 1:16         | «Избранное»    |
| 2  | «She’s Dynamite»                    | 1:16         | «Избранное»    |
| 3  | «The Good, The Bad and the Ominous» | 1:07         | «Избранное»    |
| 4  | «Charlie’s Fate»                    | 2:58         | «Избранное»    |
| 5  | «Paddle Jumper Reprise»             | 2:12         | «Избранное»    |
| 6  | «Ta-Ta Charlie»                     | 1:28         | «Избранное»    |
| 7  | «Heirloom Holiday»                  | 1:21         | «Избранное»    |
| 8  | «Greatest Hits»                     | 6:03         | «Избранное»    |
| 9  | «Flying High»                       | 6:30         | «В Зазеркалье» |
| 10 | «The Good Shepherd»                 | 0:58         | «В Зазеркалье» |
| 11 | «Manifesting Destiny»               | 0:40         | «В Зазеркалье» |
| 12 | «The Looking Glass Ceiling»         | 3:30         | «В Зазеркалье» |
| 13 | «Ex Marks the Jack»                 | 2:10         | «В Зазеркалье» |
| 14 | «Jintimidating Bernard»             | 2:42         | «В Зазеркалье» |
| 15 | «Benomination of the Temple»        | 0:39         | «В Зазеркалье» |
| 16 | «An Other Dark Agenda»              | 0:36         | «В Зазеркалье» |
| 17 | «Kate Makes a Splash»               | 0:32         | «В Зазеркалье» |
| 18 | «Diving Desmond»                    | 0:47         | «В Зазеркалье» |
| 19 | «Weapon of Mass Distraction»        | 0:50         | «В Зазеркалье» |
| 20 | «The Fallen Hero»                   | 0:26         | «В Зазеркалье» |
| 21 | «Sticking To Their Guns»            | 0:58         | «В Зазеркалье» |
| 22 | «Torture Me Not»                    | 2:44         | «В Зазеркалье» |
| 23 | «Through the Locke-ing Glass»       | 2:13         | «В Зазеркалье» |
| 24 | «The Only Pebble In the Jungle»     | 1:31         | «В Зазеркалье» |
| 25 | «Early Mourning Mystery»            | 1:54         | «В Зазеркалье» |
| 26 | «Patchy At Best»                    | 2:04         | «В Зазеркалье» |
| 27 | «All Jack’ed Up»                    | 0:12         | «В Зазеркалье» |
| 28 | «Hold the Phone»                    | 3:49         | «В Зазеркалье» |
| 29 | «Code of Conduct»                   | 1:42         | «В Зазеркалье» |
| 30 | «Act Now, Regret Later»             | 5:11         | «В Зазеркалье» |
| 31 | «Just What the Doctor Ordered»      | 1:24         | «В Зазеркалье» |
| 32 | «Hurley’s Helping Hand»             | 1:06         | «В Зазеркалье» |
| 33 | «Looking Glass Half Full»           | 4:16         | «В Зазеркалье» |
| 34 | «JACK FM»                           | 0:30         | «В Зазеркалье» |
| 35 | «Naomi Phone Home»                  | 4:01         | «В Зазеркалье» |
| 36 | «Flash Forward Flashback»           | 4:16         | «В Зазеркалье» |
| 37 | «End Title»                         | 0:32         |                |

### Сезон 4
Саундтрек к 4 сезону сериала был выпущен студией Varèse Sarabande 12 мая 2009 года.
| #  | Название трека                    | Длительность | Серия                         |
| -- | --------------------------------- | ------------ | ----------------------------- |
| 1  | «Giving up the Ghost»             | 2:40         | «Начало конца»                |
| 2  | «Locke’ing Horns»                 | 1:52         | «Начало конца»                |
| 3  | «Lost Away — Or is It?»           | 1:41         | «Экономист»                   |
| 4  | «Backgammon Gambit»               | 1:19         | «Яичный город»                |
| 5  | «Time and Time Again»             | 2:42         | «Константа»                   |
| 6  | «The Constant»                    | 3:52         | «Константа»                   |
| 7  | «Maternity Hell»                  | 2:31         | «Чи Ён»                       |
| 8  | «Karma Jin-itiative»              | 1:24         | «Чи Ён»                       |
| 9  | «Ji Yeon»                         | 3:09         | «Чи Ён»                       |
| 10 | «Michael’s Right to Remain Wrong» | 1:54         | «Знакомьтесь — Кевин Джонсон» |
| 11 | «Bodies and Bungalows»            | 1:23         | «Перспективы на будущее»      |
| 12 | «Benundrum»                       | 3:24         | «Перспективы на будущее»      |
| 13 | «Hostile Negotiations»            | 2:21         | «Перспективы на будущее»      |
| 14 | «Locke-about»                     | 6:05         | «Лихорадка в хижине»          |
| 15 | «There’s No Place Like Home»      | 2:35         | «Нет места лучше дома»        |
| 16 | «Nadia on Your Life»              | 1:42         | «Нет места лучше дома»        |
| 17 | «C4-titude»                       | 2:00         | «Нет места лучше дома»        |
| 18 | «Of Mice and Ben»                 | 2:19         | «Нет места лучше дома»        |
| 19 | «Keamy Away from Him»             | 4:58         | «Нет места лучше дома»        |
| 20 | «Timecrunch»                      | 2:06         | «Нет места лучше дома»        |
| 21 | «Can’t Kill Keamy»                | 1:48         | «Нет места лучше дома»        |
| 22 | «Bobbing for Freighters»          | 5:20         | «Нет места лучше дома»        |
| 23 | «Locke of the Island»             | 7:07         | «Нет места лучше дома»        |
| 24 | «Lying for the Island»            | 4:53         | «Нет места лучше дома»        |
| 25 | «Landing Party»                   | 3:23         | «Нет места лучше дома»        |
| 26 | «Hoffs-Drawlar»                   | 3:50         | «Нет места лучше дома»        |

### Сезон 5
Саундтрек к 5 сезону сериала был выпущен студией Varèse Sarabande 11 мая 2010 года, чуть более чем за неделю до выхода заключительной серии 6 сезона.
| #  | Название трека                        | Длительность | Серия                            |
| -- | ------------------------------------- | ------------ | -------------------------------- |
| 1  | «Making Up for Lost Time»             | 3:23         | «Потому что вы уплыли»           |
| 2  | «The Swinging Bendulum»               | 5:44         | «Ложь»                           |
| 3  | «Locke’s Excellent Adventure»         | 4:01         | «Жизнь и смерть Джереми Бентама» |
| 4  | «The Science of Faith»                | 2:19         | «316»                            |
| 5  | «More Locke Than Locke»               | 3:15         | «316»                            |
| 6  | «Together or Not Together»            | 4:03         | «316»                            |
| 7  | «Through the Window»                  | 2:08         | «316»                            |
| 8  | «Dharma Delinquent»                   | 1:52         | «ЛаФлёр»                         |
| 9  | «La Fleur»                            | 2:37         | «ЛаФлёр»                         |
| 10 | «Crash and Yearn»                     | 2:30         | «Намасте»                        |
| 11 | «Your Kharma Hit My Dharma»           | 2:06         | «Обратной дороги нет»            |
| 12 | «Alex in Chains»                      | 1:37         | «Мёртвый — значит мёртвый»       |
| 13 | «I Hear Dead People»                  | 1:54         | «Некоторые любят похолоднее»     |
| 14 | «For Love of the Dame»                | 3:18         | «Переменная величина»            |
| 15 | «Follow the Leader»                   | 7:51         | «Следуй за лидером»              |
| 16 | «Sawyer Jones and the Temple of Boom» | 5:16         | «Следуй за лидером»              |
| 17 | «The Tangled Web»                     | 1:42         | «Авария»                         |
| 18 | «Dharma Disaster»                     | 5:18         | «Авария»                         |
| 19 | «Blessings and Bombs»                 | 1:32         | «Авария»                         |
| 20 | «Jack’s Swan Song»                    | 1:16         | «Авария»                         |
| 21 | «Dharma vs. Lostaways»                | 4:24         | «Авария»                         |
| 22 | «The Incident»                        | 3:09         | «Авария»                         |
| 23 | «Jacob’s Stabber»                     | 7:32         | «Авария»                         |

### Сезон 6
14 сентября 2010 года был выпущен саундтрек к заключительному 6 сезону. Этот альбом, также как и саундтрек к 3 сезону, состоит из двух дисков. Майкл Джаккино написал много новых композиций для 6 сезона, однако ни одна из них не была включена в этот саундтрек, за исключением двух бонус-треков из серии «Конец».

#### Диск 1
| #  | Название трека           | Длительность | Серия             |
| -- | ------------------------ | ------------ | ----------------- |
| 1  | A Sunken Feeling         | 1:34         | «LA X»            |
| 2  | Heavy Metal Crew         | 1:01         | «LA X»            |
| 3  | Doing Jacob’s Work       | 1:58         | «LA X»            |
| 4  | Smokey and the Bandits   | 4:55         | «LA X»            |
| 5  | LAX                      | 4:08         | «LA X»            |
| 6  | Temple and Spring        | 1:53         | «LA X»            |
| 7  | Locke at it This Way     | 1:37         | «LA X»            |
| 8  | Richard the Floored      | 1:55         | «LA X»            |
| 9  | Coffin Calamity          | 3:46         | «LA X»            |
| 10 | Lie Thou There           | 2:30         | «LA X»            |
| 11 | Trouble is My First Name | 1:51         | «LA X»            |
| 12 | Death Springs Eternal    | 6:23         | «LA X»            |
| 13 | The Rockets' Red Glare   | 3:34         | «LA X»            |
| 14 | Temple and Taxi          | 3:37         | «Что делает Кейт» |
| 15 | My Orca                  | 0:40         | «Что делает Кейт» |
| 16 | Helen of Joy             | 2:00         | «Замена»          |
| 17 | Jacob’s Ladders          | 3:26         | «Замена»          |
| 18 | The Substitute           | 4:45         | «Замена»          |
| 19 | Peculiar Parenting       | 2:54         | «Маяк»            |
| 20 | Door Jammer              | 0:42         | «Маяк»            |
| 21 | The Lighthouse           | 3:33         | «Маяк»            |
| 22 | Sundown                  | 7:37         | «Закат»           |
| 23 | Catch a Falling Star     | 1:46         | «Закат»           |
| 24 | Linus and Alpertinent    | 2:27         | «Доктор Лайнус»   |
| 25 | Karma Has No Price       | 4:11         | «Доктор Лайнус»   |

#### Диск 2
| #  | Track                            | Time | Episode                |
| -- | -------------------------------- | ---- | ---------------------- |
| 1  | Recon                            | 3:23 | «Разведка»             |
| 2  | Crazy Town                       | 2:01 | «Разведка»             |
| 3  | None the Richard                 | 1:20 | «С начала времён»      |
| 4  | Love in a Time of Pneumonia      | 1:35 | «С начала времён»      |
| 5  | The Fall of Man                  | 2:58 | «С начала времён»      |
| 6  | Dead Man Talking                 | 1:18 | «С начала времён»      |
| 7  | Jacob’s Advocate                 | 5:50 | «С начала времён»      |
| 8  | Standing Offer                   | 1:20 | «С начала времён»      |
| 9  | And Death Shall Have No Dominion | 3:54 | «С начала времён»      |
| 10 | Sayid After Dentist              | 1:49 | «Посылка»              |
| 11 | Shepharding Sun                  | 2:16 | «Посылка»              |
| 12 | Tesla Tester                     | 2:33 | «Долго и счастливо»    |
| 13 | George of the Concrete Jungle    | 1:09 | «Долго и счастливо»    |
| 14 | World’s Worst Car Wash           | 2:00 | «Долго и счастливо»    |
| 15 | None the Nurse                   | 3:48 | «Долго и счастливо»    |
| 16 | Happily Ever After               | 1:57 | «Долго и счастливо»    |
| 17 | Hugo Reyes of Light              | 1:41 | «Все любят Хьюго»      |
| 18 | Passing the Torch                | 3:40 | «Все любят Хьюго»      |
| 19 | A Memorable Kiss                 | 1:23 | «Все любят Хьюго»      |
| 20 | The Last Recruit                 | 4:07 | «Последний новобранец» |
| 21 | Kool-Aid Claire                  | 1:19 | «Последний новобранец» |
| 22 | The Sub Group                    | 3:50 | «Последний новобранец» |
| 23 | Sunny Outlook                    | 0:40 | «Последний новобранец» |
| 24 | Reunion and Reneging             | 2:58 | «Последний новобранец» |
| 25 | The Hole Shabang                 | 7:02 | «Конец»                |
| 26 | Moving On                        | 7:54 | «Конец»                |

### The Last Episodes
11 октября 2010 года состоялся релиз Lost: The Last Episodes (Original Television Soundtrack), который был выпущен ограниченным тиражом в 5,000 экземпляров. Альбом состоит из двух CD: первый диск содержит музыку из эпизодов «Кандидат», «Через море» и «Ради чего они погибли», а второй — музыку из серии «Конец». Альбом также доступен в iTunes.

#### Диск 1
| #  | Название трека              | Длительность | Серия                   |
| -- | --------------------------- | ------------ | ----------------------- |
| 1  | Cage Crashers               | 0:45         | «Кандидат»              |
| 2  | Shephard’s Why              | 1:08         | «Кандидат»              |
| 3  | Sub-Primed                  | 6:33         | «Кандидат»              |
| 4  | SS Lost-tanic               | 6:56         | «Кандидат»              |
| 5  | Flew the Coop               | 2:06         | «Кандидат»              |
| 6  | Across the Sea              | 1:54         | «Через море»            |
| 7  | Don’t Look at the Light     | 3:31         | «Через море»            |
| 8  | A Brother’s Quarrel         | 2:58         | «Через море»            |
| 9  | Make Like a Tree            | 6:10         | «Через море»            |
| 10 | Mother of a Plan            | 5:14         | «Через море»            |
| 11 | Mother of Sorrows           | 3:56         | «Через море»            |
| 12 | Love Is Stronger Than Death | 2:51         | «Через море»            |
| 13 | Cereal Experience           | 2:25         | «Ради чего они погибли» |
| 14 | The Four Amigos             | 1:13         | «Ради чего они погибли» |
| 15 | Walk and Talk and Aah!      | 2:31         | «Ради чего они погибли» |
| 16 | Hide and Snitch             | 3:00         | «Ради чего они погибли» |
| 17 | A Better Ben                | 1:56         | «Ради чего они погибли» |
| 18 | What They Died For          | 3:30         | «Ради чего они погибли» |
| 19 | Jack’s Cup Runneth Over     | 1:41         | «Ради чего они погибли» |
| 20 | Get Out of Jail Free Card   | 3:10         | «Ради чего они погибли» |

#### Диск 2
| #  | Название трека                                     | Длительность | Серия   |
| -- | -------------------------------------------------- | ------------ | ------- |
| 1  | Parallelocam                                       | 3:23         | «Конец» |
| 2  | Leaver-age                                         | 1:10         | «Конец» |
| 3  | The Stick with Me Speech                           | 3:05         | «Конец» |
| 4  | Ultrasonic Flash                                   | 2:52         | «Конец» |
| 5  | Fly By Dire                                        | 0:52         | «Конец» |
| 6  | Down the Hobbit Hole                               | 4:34         | «Конец» |
| 7  | Dysfunctional Setup                                | 2:15         | «Конец» |
| 8  | The Well of Holes                                  | 3:21         | «Конец» |
| 9  | Pulling Out All the Stops                          | 2:28         | «Конец» |
| 10 | Blood from a Locke                                 | 0:33         | «Конец» |
| 11 | Our Lady of Perpetual Labor                        | 4:35         | «Конец» |
| 12 | If a Tree Falls                                    | 2:56         | «Конец» |
| 13 | Locke v. Jack                                      | 2:21         | «Конец» |
| 14 | Can’t Keep Locke Down                              | 2:51         | «Конец» |
| 15 | The Long Kiss Goodbye                              | 5:29         | «Конец» |
| 16 | We Can Go Dutch                                    | 2:28         | «Конец» |
| 17 | Kate Flashes Jack                                  | 1:13         | «Конец» |
| 18 | Hurley’s Coronation                                | 2:47         | «Конец» |
| 19 | The Hole Shabang                                   | 7:29         | «Конец» |
| 20 | Aloha                                              | 1:12         | «Конец» |
| 21 | Closure                                            | 8:08         | «Конец» |
| 22 | Jumping Jack’s Flash                               | 0:56         | «Конец» |
| 23 | Moving On                                          | 7:53         | «Конец» |
| 24 | Parting Words (Drive Shaft) (Bonus Track)          | 3:32         | «Конец» |
| 25 | Moving On (Alternate, with Ukulele) (iTunes Bonus) | 7:55         | N/A     |